# Napawanie

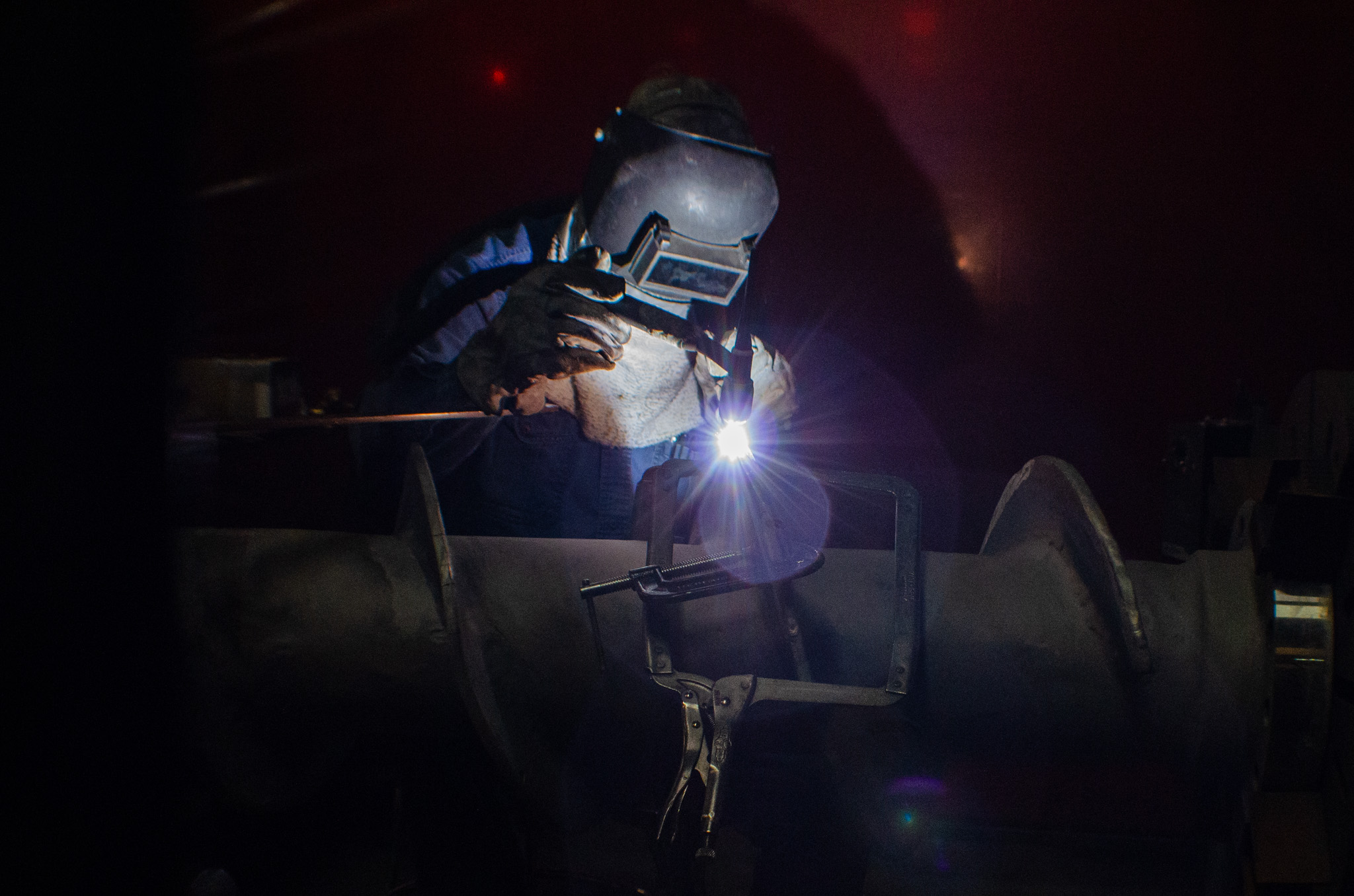
Proces napawania wstęgi ślimaka.

Napawanie – pokrywanie przedmiotów metalowych technologiami spawalniczymi w celu uzupełnienia ubytków powstałych podczas eksploatacji lub zwiększenia odporności na ścieranie i/lub korozję. Napawanie korzysta z metod i urządzeń wykorzystywanych w spawalnictwie. Wyróżniamy szereg metod napawania, gdzie dla każdej z nich możliwe są do zastosowania różne materiały powłokowe oraz cechy napoin.

## Zastosowanie napawania[1]
Napawanie znajduje zastosowanie w wielu sektorach przemysłu, m.in. w przemyśle ciężkim, motoryzacyjnym, budownictwie oraz w produkcji narzędzi rolniczych i budowlanych. Celem procesu jest regeneracja elementów lub uszlachetnianie powierzchni.

### Regeneracja elementów
Napawanie regeneracyjne odgrywa fundamentalną rolę w odbudowie zużytych komponentów maszyn, które uległy zużyciu. Technika ta pozwala na przywracanie pierwotnych wymiarów i właściwości elementów mechanicznych, takich jak mieszadła, noże, ślimaki, lemiesze oraz wiele innych. Regeneracja części maszyn przez napawanie jest tańszą alternatywą dla ich wymiany na nowe oraz w przypadku zastosowania odpowiednich materiałów - może znacznie przedłużyć ich trwałość.

### Uszlachetnianie powierzchni
Napawanie jest również stosowane do uszlachetniania elementów przez nanoszenie warstw o specjalnych właściwościach użytkowych. Proces ten pozwala na znaczące zwiększenie odporności części maszyn na ścieranie, korozję, udar oraz wysoką temperaturę. Aplikacja materiałów o wysokich właściwościach antykorozyjnych i odporności na ścieranie jest kluczowa w przypadku elementów eksploatowanych w ekstremalnych warunkach pracy. Uszlachetnianie przez napawanie znajduje zastosowanie w produkcji nowych części maszyn, zwłaszcza w przemyśle hutniczym, górniczym i energetycznym, gdzie wymagana jest dodatkowa ochrona powierzchni komponentów.

## Techniki napawania
Metody napawania różnią się między sobą ze względu na źródło ciepła, rodzaj i formę materiału dodatkowego oraz sposób jego podawania.

### Napawanie elektrodą otuloną
Metoda wynaleziona na początku XX wieku przez Oskara Kjellberga wykorzystuje elektrodę otuloną do wytwarzania ciepła i materiału dodatkowego. Zaletą tej metody są niskie koszty i szeroka dostępność elektrod. Stosowana głównie w pracach regeneracyjnych i naprawczych, pozwala na uzyskanie napoin o grubości od 1 do 5 mm w jednym przejściu.

### Napawanie elektrodą nietopliwą (GTA, TIG)
Napawanie to wykorzystuje elektrodę wolframową i osłonę gazową (argon lub hel) do ochrony przed zanieczyszczeniami. Metoda umożliwia precyzyjne nanoszenie warstw materiału dodatkowego o grubości 1,5 do 5 mm, charakteryzując się wysoką jakością napoiny. Ze względu na swoją precyzję, jest wykorzystywana do naprawy części maszyn i odlewów.

### Napawanie laserowe
Jest to nowoczesna metoda wykorzystująca wysokoenergetyczną wiązkę laserową do topienia materiału dodatkowego. Charakteryzuje się wyjątkową dokładnością i minimalnym wpływem cieplnym na materiał podłoża, umożliwiając nanoszenie cienkich i równomiernych warstw. Napawanie laserowe jest stosowane w branżach wymagających najwyższej jakości i dokładności, np. w lotnictwie.

### Napawanie MIG/MAG
Technika wykorzystuje ciągły drut elektrodowy jako materiał dodatkowy, z zewnętrzną osłoną gazową. Charakteryzuje się wysoką wydajnością i jest stosunkowo łatwa do opanowania, co sprawia, że jest popularna w szerokim zakresie zastosowań.

### Napawanie plazmowe
Wykorzystuje łuk plazmowy do stopienia materiału dodatkowego, co pozwala na uzyskanie napoin o minimalnym udziale podłoża. Dzięki kontrolowanej automatyzacji procesu, napawanie plazmowe jest idealne do precyzyjnych zastosowań w przemyśle lotniczym i motoryzacyjnym.

### Napawanie gazowe
Metoda ta korzysta z płomienia gazowego (najczęściej acetylenowo-tlenowego) do stopienia materiału dodatkowego. Jest odpowiednia do precyzyjnych prac naprawczych i regeneracyjnych na małych elementach lub częściach o złożonych kształtach.

### Napawanie łukiem krytym
Ta zaawansowana technika wykorzystuje materiał dodatkowy przykryty warstwą topnika. Zapewnia wysoką wydajność i umożliwia uzyskanie gładkich napoin o wysokiej czystości metalurgicznej. Stosowana jest przede wszystkim w przemyśle ciężkim.